# Kłosowo (Wałcz)
Kłosowo (deutsch Hansfelde, früher Hannsfelde) ist ein Dorf in der Landgemeinde (Gmina) Wałcz (Deutsch Krone) im Powiat Wałecki (Deutsch Kroner Kreis) der polnischen Woiwodschaft Westpommern.

## Geographische Lage
Das Kirchdorf liegt im Netzedistrikt des ehemaligen Westpreußen, etwa 18 Kilometer nordwestlich von Wałcz (Deutsch Krone), 15 Kilometer nordöstlich von Märkisch Friedland (Mirosławiec) und neun Kilometer südwestlich von Haugsdorf (früher Polnisch Fuhlbeck, poln. Iłowiec).

## Geschichte
Die Grenzregion des Netzedistrikts, in der das Dorf liegt, hatte ursprünglich zum Herzogtum Pommern gehört, war vorübergehend unter polnische Herrschaft gelangt und dann an die Markgrafen von Brandenburg gekommen. Im Rahmen der Ersten Teilung Polen-Litauens wurde das Dorf 1772 zusammen mit dem Landkreis Deutsch Krone mit Preußen wiedervereinigt.
Ältere Ortsbezeichnungen sind Hansfeldt (17. Jh.) und Hahnsfeld (1754), neupolnisch Janpole. 1602 protestierte Anna von der Goltz, Witwe des Nicolaus von der Goltz und Mutter von Conrad und Heinrich von der Goltz, gegen Heinrich von Blankenburg wegen eines Einfalls in ihre Güter Hansfelde, Neuchow, Laczik, Fulbeck und Langhoff. Hansfelde hatte einst zur Herrschaft Friedland gehört, die um die Mitte des 17. Jahrhunderts durch Heirat in die Hände der Familie Blankenburg überging. 1783 befand sich Hansfelde im Besitz des Kammerherrn von Unruh. Dessen Familie besaß das Dorf auch noch 1795.
Um 1930 hatte die Gemeinde Hansfelde eine 8,9 km² große Gemarkungsfläche, und im Gemeindegebiet, in dem Hansfelde der einzige Wohnplatz war, standen 50 bewohnte Wohnhäuser.
Im Jahr 1945 gehörte Hansfelde zum Landkreis Deutsch Krone im Regierungsbezirk Grenzmark Posen-Westpreußen der preußischen Provinz Pommern des Deutschen Reichs. Hansfelde war dem Amtsbezirk Haugsdorf zugeordnet.
Im Februar 1945 wurde Hansfelde von der Roten Armee besetzt. Nach Beendigung der Kampfhandlungen wurde die Region seitens der sowjetischen Besatzungsmacht zusammen mit ganz Hinterpommern und der südlichen Hälfte Ostpreußens – militärische Sperrgebiete ausgenommen – der Volksrepublik Polen zur Verwaltung überlassen. Es wanderten nun Polen zu. Hansfelde wurde unter der polnischen Ortsbezeichnung verwaltet. In der Folgezeit wurde die einheimische Bevölkerung von der polnischen Administration aus Hansfelde vertrieben.

### Demographie
| Jahr | Einwohner | Anmerkungen |
| ---- | --------- | --- |
| 1783 | –         | adliges Dorf nebst einer evangelischen Filialkirche von Latzig, 22 Feuerstellen (Haushaltungen), im Netzedistrikt in Westpreußen, Kreis Krone |
| 1818 | 71        | adliges Dorf |
| 1864 | 365       | darunter 361 Evangelische |
| 1910 | 274       | am 1. Dezember, Landgemeinde, darunter Evangelische und Katholiken                                                                            |
| 1925 | 295       | darunter 293 Evangelische und zwei Katholiken                                                                                                 |
| 1933 | 285       | [ 10 ] |
| 1939 | 265       | [ 10 ] |

## Kirche
Im Jahr 1754 war hier ein evangelisches Bethaus. Im 19. Jahrhundert befand sich hier eine evangelische Kirche in Fachwerk-Bauweise mit einem niedrigen hölzernen Turm und zwei Glocken.